# 趙錦 (正德進士)
趙錦（1488年—1556年），字文卿，號守朴，直隶順天府良鄉縣（今北京市房山區）人，明朝政治人物，官至兵部尚书。

## 生平
正德十二年（1517年）丁丑科二甲七十二名進士，授南京戶部浙江司主事，管理扬州钞关。正德十六年，改南京戶部貴州司主事。嘉靖元年，改南京戶部四川司主事，署郎中事，后實授南京吏部稽勲司郎中。遷北京兵部武库司郎中，历任武选司、职方司，嘉靖三年（1524年）大同发生军变，随总制宣大军务侍郎胡瓒掌书记督饷。嘉靖八年，改授南京戶部河南司郎中。次年外任浙江溫州府知府。嘉靖十二年八月，擔任山東按察司副使。嘉靖十五年，改山西右參政。兩年后，任浙江按察司按察使。次年，授都察院右僉都御史，任延綏巡撫。十九年丁忧归。嘉靖二十一年八月起复擔任右副都御史、大同巡撫。嘉靖二十三年冬调任甘肅巡撫，二十四年三月考察閑住。
嘉靖二十九年六月，再次起用为都察院右僉都御史、大同巡撫，十一月以軍功升兵部右侍郎兼右佥都御史、协理京营戎政。嘉靖三十年二月升兵部尚書。同年十一月加太子少保，晋太子太保，三十一年十月因仇鸞案，謫充极边山丹卫卫军，妻子随住。

## 家族
原籍太平府当涂县人，祖父赵通迁居良乡。曾祖赵永宁。祖父赵通。父赵宣，號義菴，贈山西布政使司右参政。母任氏。慈侍下。

## 延伸阅读
[在维基数据编辑]
 《明史卷二百一十》，出自《明史》